# 古老的大鐘 (平井堅單曲)
《古老的大鐘》，是日本男性創作歌手平井堅的第16張單曲。2002年8月28日發行。翻唱自著名的美國歌曲《爺爺的古老大鐘》（My Grandfather's Clock）。

## 簡介
- 收集了歌迷們之間的話題之後，於2001年7月9日，即《古老的大鐘》於「大家的歌曲」介紹40周年的日子，平井堅進行了現場演唱，並決定2002年發售CD[1]。
- 2002年8月28日，該CD公開發售。編曲是龜田誠治。本CD連續4週在Oricon公信榜登上第1位，這也是Oricon第一次有100年以前發表的樂曲得到第1位；本CD也在2002年度Oricon年間紀錄得到第7位。總出貨量達到85萬張。[2]
- 在第53回NHK紅白歌合戰中，平井堅以此曲出場
- 本曲被選作在2003年的第75屆選拔高等學校棒球大會（日语：第81回選抜高等学校野球大会）開幕式的入場進行曲。
- B面曲「PAUL」是平井堅為已逝家犬的思念所作之曲，因為與「古老的大鐘」有著相同的概念而收錄在單曲裡。

## 收錄曲目
1. 古老的大鐘
  - 詞曲：Henry Clay Work／譯詞：保富康午／編曲：龜田誠治
2. Grandfather’s Clock
  - 詞曲：Henry Clay Work（原詞・英語歌詞）
3. 古老的大鐘 (Less Vocal)
4. PAUL
  - 詞曲：平井堅／編曲：鈴木大